# Hosanadu, Hosanagara
Hosanadu là một làng thuộc tehsil Hosanagara, huyện Shimoga, bang Karnataka, Ấn Độ.